# Apagomerina erythronota
Apagomerina erythronota là một loài bọ cánh cứng trong họ Cerambycidae.